# Erövraren (roman)
Erövraren (originalets titel: Erobreren) är en roman av Jan Kjærstad som utkom 1996 på förlaget Aschehoug. Den utkom på svenska 1998 i översättning av Inge Knutsson på bokförlaget Atlantis. Romanen är den andra boken i trilogin om TV-profilen Jonas Wergeland och efterföljs av Upptäckaren. År 2012 filmatiserades trilogin under namnet Erövraren.